# Присяжнюк Костянтин Федорович
Костянти́н Фе́дорович Присяжню́к (1905 — 1996) — український педагог, журналіст. Кандидат педагогічних наук. Член Спілки журналістів України.

## Біографія
Навчався у Вінниці на Вищих педагогічних курсах імені Івана Франка. У жовтні 1924 року, після співбесіди у Вінницькому губернському відділі народної освіти, переведено до Кам'янець-Подільського інституту народної освіти (нині Кам'янець-Подільський національний університет імені Івана Огієнка), щоб посилити там пролетарське ядро студентів. У складі 32 слухачів курсів (серед них Олексій Кундзіч, Давид Копиця, Іван Болюбаш) 24 жовтня 1924 року прибув до Кам'янця-Подільського.
У 1944–1948 роках обіймав посаду помічника міністра Української РСР Павла Григоровича Тичини в Народному комісаріаті просвіти (Наркомпрос). У цей період сприяв відновленню системи освіти в УРСР після Другої світової війни, займався організацією шкіл, підготовкою педагогічних кадрів та впровадженням нових освітніх програм відповідно до державної політики того часу.
Працював відповідальним редактором газети «Радянська освіта».

## Праці
Автор книжок і брошур:
- «На передньому краї народної освіти» (1962) про Героя Соціалістичної Праці Ганну Нестеренко (передмову «Книжка про вчительку-героїню» написав Максим Рильський),
- «Новий етап в розвитку радянської школи на Україні» (1966) про розвиток радянської школи в Українській РСР після XX з'їзду КПРС,
- «Школи і групи подовженого дня» (1974).

Уклав і підготував до видання збірник статей «Питання дидактики вищої школи» (1976). Автор спогадів про письменника Олексія Кундзіча (1977).